# Economia politica

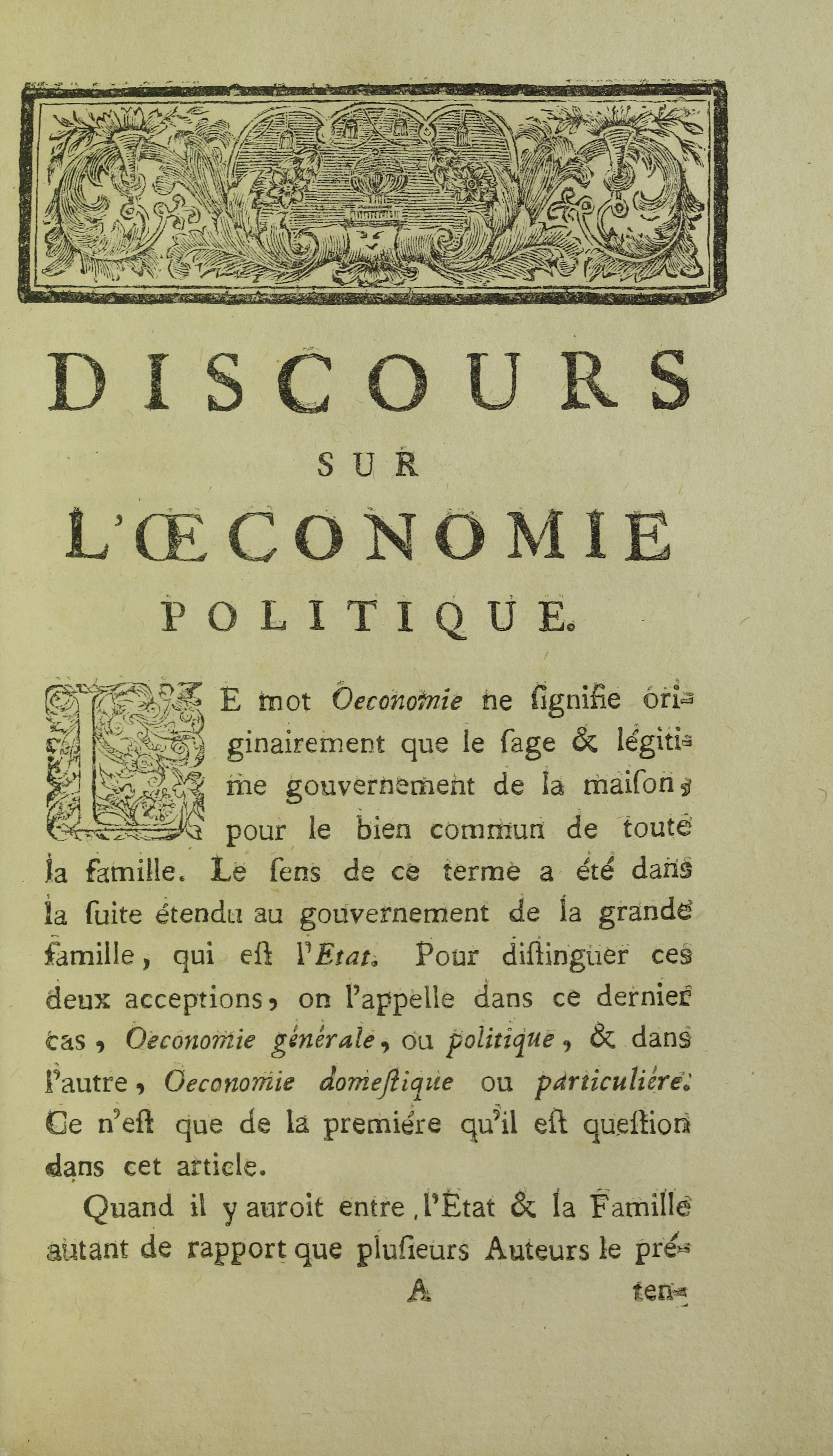
Frontespizio del Discorso sull'economia politica di Jean-Jacques Rousseau, 1758

L'economia politica è la scienza sociale che si occupa dei metodi con cui l'uomo usa razionalmente poche risorse per soddisfare molte esigenze.

## Storia

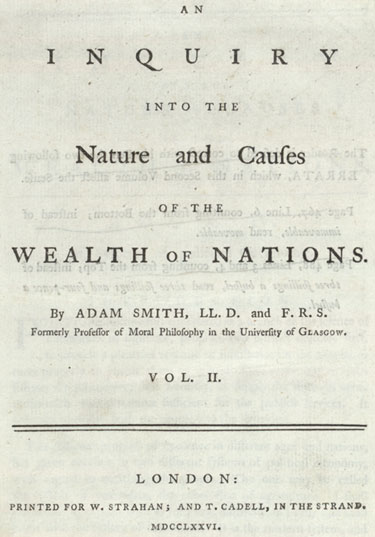
Il frontespizio della prima edizione dell'Indagine di Adam Smith

Anche se riflessioni "economiche" in senso lato possono rinvenirsi già nell'antichità e nel Medioevo, l'economia politica in senso moderno iniziò a prendere forma all'epoca di Machiavelli, ponendosi inizialmente l'obiettivo di aumentare il potere economico del Principe, poi degli Stati nazionali, come condizione necessaria del potere politico e militare.
I mercantilisti consideravano fondamentale, a tale scopo, un saldo positivo della bilancia commerciale. In Francia, dopo il fallimento delle politiche mercantiliste di Colbert, François Quesnay si fece sostenitore della priorità dell'agricoltura, costruendo per primo un vero e proprio modello del funzionamento di un sistema economico.
Si affermò poi per circa un secolo la cosiddetta economia politica classica (principali esponenti: Adam Smith, David Ricardo e Karl Marx), che prestava attenzione alla crescente produttività dell'industria, individuava nel tempo di lavoro necessario alla produzione di un bene il suo valore e considerava i rapporti tra le classi sociali (proprietari terrieri, capitalisti e lavoratori) fondamentali per lo studio del funzionamento del sistema economico.
A partire dall'ultimo quarto del XIX secolo si sviluppò e diffuse sempre più l'economia neoclassica, caratterizzata dal ricorso all'utilitarismo e al cosiddetto individualismo metodologico: il valore di un bene venne ricondotto all'utilità che scaturisce dal suo consumo, mentre la massimizzazione di questa utilità venne considerata il principio guida del comportamento individuale. La focalizzazione sul singolo non impedì che si prestasse attenzione al benessere dell'intera comunità, per il quale si riteneva necessario il libero agire dei privati riducendo al minimo il ruolo dello Stato. L'approccio neoclassico rimane oggi tipico della microeconomia, che studia appunto il comportamento dei singoli agenti economici.
Nei decenni centrali del XX secolo, dopo la Grande depressione del 1929, John Maynard Keynes ha sostenuto la necessità dell'intervento pubblico nell'economia, soprattutto al fine di garantire la piena occupazione. Ne è seguita un'attenzione ai grandi aggregati economici (il prodotto nazionale, l'ammontare complessivo dei consumi e degli investimenti ecc.), che costituiscono oggi l'oggetto di studio della macroeconomia, così detta per distinguere tale approccio da quello neoclassico.
Alcuni economisti hanno proposto di unificare i due approcci, dando vita alla cosiddetta sintesi neoclassica. Successivamente, Milton Friedman ed altri hanno riformulato in modo innovativo alcuni principi della scuola neoclassica, riproponendo il rifiuto dell'intervento dello Stato in economia. Si è quindi avviato un processo di formazione di diverse scuole di pensiero, al quale hanno contribuito sia lo sviluppo di nuovi strumenti analitici, sia l'esigenza di affrontare - anche in un'ottica interdisciplinare - problemi quali l'inquinamento, il possibile esaurirsi delle risorse naturali e la globalizzazione.

## L'economia politica come scienza sociale

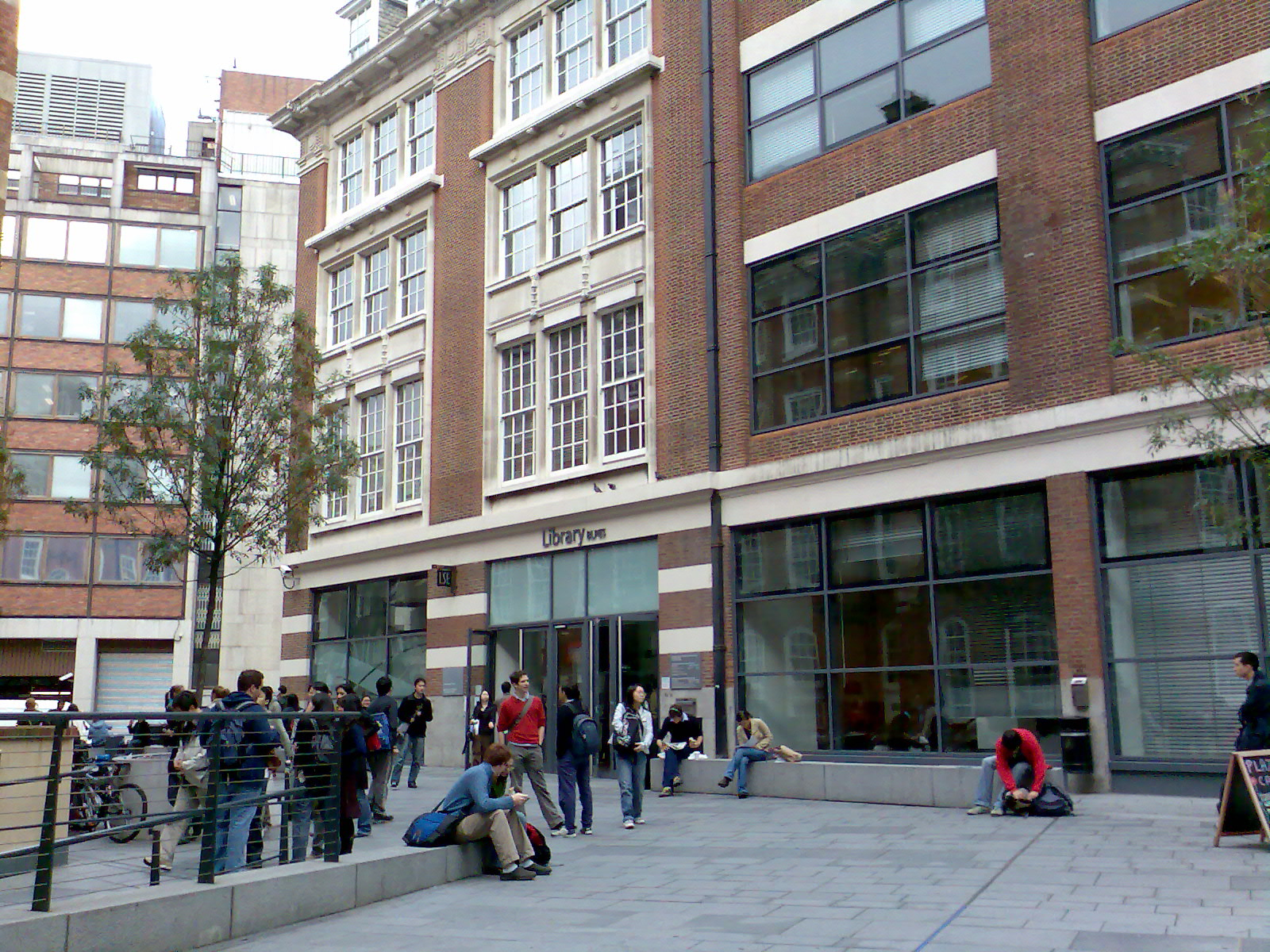
La biblioteca della London School of Economics nell'edificio dedicato a Lionel Robbins

Sia i mercantilisti che François Quesnay si proponevano di indirizzare la politica, e in parte vi riuscirono. Tra i classici, Smith e Ricardo, dopo aver esaminato i processi di produzione e di distribuzione del reddito, discussero ampiamente della politica fiscale più adatta a favorire lo sviluppo economico; Marx trasse dalla sua analisi il programma politico del primo partito comunista.
A partire dalla fine del XIX secolo si tentò invece di pervenire ad una separazione tra economia e politica. Léon Walras propose una distinzione tra: economia politica pura (determinazione dei prezzi), economia politica sociale (distribuzione della ricchezza) ed economia politica applicata (teoria della produzione agricola, industriale e commerciale) e cercò di dare alla prima lo stesso impianto oggettivo e rigoroso della fisica. Nel 1890 John Neville Keynes (padre di Maynard) propose la distinzione tra economia positiva (la descrizione del funzionamento di un sistema economico come è), economia normativa (la valutazione di ciò che è desiderabile, dei suoi costi e benefici) e arte economica (l'individuazione di azioni atte ad ottenere ciò che appare desiderabile). Negli stessi anni, Alfred Marshall iniziò ad usare il termine economics insieme e in alternativa a political economy.
Nel XX secolo il notevole sviluppo della matematica e della fisica e, in particolare, la loro assiomatizzazione sempre più estesa, suggerirono l'adozione di un approccio assiomatico anche per l'economia, nel tentativo di dare ad essa pieno status di "scienza". Nel 1932 Lionel Robbins propose la definizione di economia già citata e, al tempo stesso, affermò che l'economia può essere scienza se le sue proposizioni sono dedotte da un insieme di postulati tratti da fatti incontestabili basati sull'esperienza.
Lo sviluppo della modellistica matematica ha conferito gradualmente maggiore importanza alla capacità predittiva di una teoria piuttosto che al realismo delle ipotesi iniziali. Coerentemente, Milton Friedman ha affermato che nessuna evidenza empirica può fornire la prova della validità di un'ipotesi, ma l'insieme degli assunti iniziali dell'economia positiva, in sé arbitrario, può essere giudicato valido solo se consente di dedurne previsioni confermate dall'esperienza. Non importa, ad esempio, che gli assunti della concorrenza perfetta o del monopolio puro appaiano irrealistici, o che gli uomini d'affari non usino, in realtà, prendere le loro decisioni sulla base delle curve del costo o del ricavo marginali; quello che conta è che da assunti anche apparentemente irrealistici si possano dedurre previsioni corrette.
Secondo Herbert Simon, peraltro, Friedman ha solo tentato di «trasformare in virtù» la mancanza di fondamenti empirici della teoria economica neoclassica, mentre l'irrealismo delle ipotesi comporta che le ricerche empiriche smentiscano spesso la teoria. In particolare, secondo Simon, la teoria neoclassica si discosta da altre scienze sociali meglio fondate per tre aspetti sostanziali: passa sotto silenzio il contenuto degli obiettivi e dei valori, postula la coerenza globale dei comportamenti, sostiene che i comportamenti siano oggettivamente razionali in rapporto ad un ambiente circostante che si suppone interamente noto sia nel presente che nel suo futuro.
Il dibattito è aperto.

## Rami principali
L'economia politica ha iniziato ad essere distinta da altre scienze sociali molto gradualmente. Solo verso la metà del XIX secolo si sono avute le prime cattedre di economia (la prima è stata fondata nel 1754 a Napoli, allora capitale del Regno delle Due Sicilie, da Antonio Genovesi); ma si è ormai consolidato un corso di studi che prevede, di massima, le seguenti principali articolazioni.

### Microeconomia

Curve di costo di un'impresa in concorrenza perfetta

La microeconomia si propone di studiare il comportamento dei singoli soggetti economici (consumatori e imprese) e di dedurre da esso una teoria della formazione degli aggregati economici (in particolare domanda e offerta aggregate) e dei prezzi dei beni.
Esamina in primo luogo il processo attraverso il quale consumatori e produttori compiono le loro scelte; alla trattazione tradizionale, elaborata dall'economia neoclassica, si aggiungono ormai da tempo la teoria delle decisioni in condizioni di incertezza e la teoria dei giochi.
Studia quindi le condizioni sotto le quali l'interazione tra singoli soggetti economici può avvenire in modo efficiente prima in singoli mercati, poi nell'intero sistema economico (teoria dell'equilibrio economico generale). Si considerano, a tal fine, sia le diverse forme di mercato (concorrenza perfetta, oligopolio, monopolio, concorrenza monopolistica o imperfetta, monopsonio e monopolio bilaterale), sia i cosiddetti fallimenti del mercato.
Estende, infine, tali considerazioni fino a formulare la cosiddetta economia del benessere, che mira a definire una situazione di ottimo sociale ed a studiarne requisiti e caratteristiche.

### Macroeconomia

Relazioni macroeconomiche

La macroeconomia prende le mosse direttamente dai principali aggregati economici, per studiare le loro interdipendenze.
Considera le condizioni di equilibrio dapprima del mercato dei beni (domanda di beni per il consumo, relazione tra risparmio e investimenti), poi del mercato monetario (domanda e offerta di moneta, determinazione del tasso d'interesse), quindi del mercato del lavoro (salari e occupazione), assumendo inizialmente un'economia chiusa, ovvero senza scambi con l'estero, in un'ottica di breve periodo.
Esamina quindi il funzionamento del sistema economico nel suo complesso, analizzando gli effetti della politica di bilancio e della politica monetaria sull'offerta e sulla domanda aggregate.
L'analisi viene poi estesa per considerare sia gli scambi con l'estero (economia internazionale), sia lo sviluppo economico di lungo periodo (economia dello sviluppo). Tali argomenti tuttavia, vengono approfonditi da discipline che hanno acquisito una loro autonomia.

### Economia internazionale
L'economia internazionale studia i rapporti economici tra paesi diversi, nonché i modelli analitici che permettono di interpretarli. Prende le mosse da alcuni risultati dell'economia politica classica (la teoria dei vantaggi comparati di David Ricardo) e li generalizza secondo le linee dell'economia neoclassica, al fine di delineare una teoria del commercio internazionale. Considera poi, avvalendosi anche di concetti tratti dalla macroeconomia, gli aspetti monetari, l'andamento dei tassi di cambio e gli strumenti per intervenire su possibili squilibri nella bilancia commerciale e nella bilancia dei pagamenti. In tale ambito si lega spesso con la scienza delle finanze. Studia i diversi bilanci statali e le operazioni che intervengono con modifiche su di essi: dazi, accordi internazionali e politiche tra stati.

### Economia monetaria

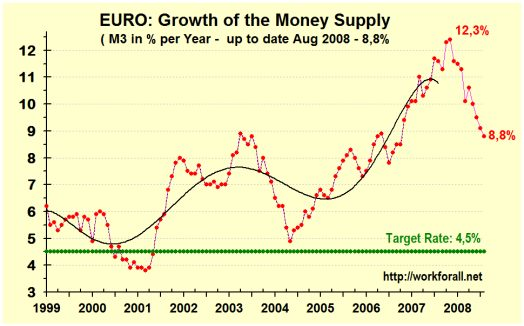
Offerta di Euro (M3)

L'economia monetaria studia le determinanti della domanda e dell'offerta di moneta e le loro conseguenze sull'economia reale, tenendo conto sia dell'approccio microeconomico che di quello macroeconomico.
Vengono analizzate le diverse funzioni della moneta, le sue diverse definizioni, il ruolo delle Banche centrali, gli strumenti da esse adottati per attuare una politica monetaria.

### Economia dello sviluppo
L'economia dello sviluppo si occupa dell'andamento di un sistema economico nel lungo periodo.
Tratta della definizione e misurazione dello sviluppo economico, delle principali teorie dello sviluppo (dai classici a Schumpeter, alla teoria keynesiana e oltre), dei temi e problemi relativi al sottosviluppo (aiuti internazionali, aspetti demografici, indebitamento dei Paesi in via di sviluppo ecc.), dell'impatto dello sviluppo sull'ambiente.

### Politica economica

Tassi di disoccupazione in Europa (marzo 2008)

Le discipline economiche fin qui menzionate si occupano sia delle leggi dell'economia "come è" (l'approccio definito «positivo» da Keynes), sia dell'economia come "dovrebbe essere" (ciò che appare desiderabile, l'approccio «normativo»). Ad esempio, la microeconomia si occupa sia del meccanismo di formazione dei prezzi, sia della definizione e delle condizioni del benessere; la macroeconomia studia il funzionamento di diversi mercati (beni, moneta, lavoro) ed analizza le condizioni affinché si possa ridurre la disoccupazione.
La politica economica costituisce un esempio di economia applicata (l'«arte economica» di Keynes), in quanto si occupa della individuazione di scelte che un governo possa concretamente adottare per realizzare un obiettivo ritenuto socialmente desiderabile (aumento del reddito e dell'occupazione, contenimento dell'inflazione ecc.).
A tale scopo si avvale spesso dell'econometria, che consente sia di sottoporre a verifica empirica alcune ipotesi teoriche, sia di stimare gli effetti di diverse scelte di politica economica. Col tempo l'econometria ha assunto completa autonomia intellettuale e di ricerca al punto che da metodo sperimentale, è divenuta disciplina a sé stante e le sue applicazioni dal ristretto ambito della politica economica,  si sono estese all'analisi dei mercati finanziari, valutari, nonché al comportamento dei diversi soggetti nei mercati di concorrenza imperfetta, sino alle più moderne analisi sull'economia della cultura e dei reati di natura economica.

### Economia aziendale
L'economia aziendale, anch'essa una forma di economia applicata, studia il governo economico delle aziende nel senso più generale, dalle imprese di produzione alle organizzazioni senza fini di lucro, alle articolazioni della pubblica amministrazione.
Alcuni tipi di aziende ricevono attenzione particolare; vi sono quindi, ad esempio, un'economia bancaria ed un'economia dei media.

### Altre discipline
Molti aspetti dell'economia politica, sia teorica che applicata, vengono sempre più trattati da discipline che acquisiscono una loro autonomia, almeno nel senso che sono oggetto di specifici corsi di insegnamento, convegni, pubblicazioni ecc.
Vi sono quindi lo studio del funzionamento di singoli settori economici, quali l'economia agraria o l'economia industriale, o di singoli mercati, quali l'economia finanziaria o l'economia del lavoro. Si possono anche ricordare l'economia dei beni culturali, l'economia dell'informazione, l'economia della scienza.

## Critiche
Karl Marx criticò questa scienza sociale ne Il Capitale, il cui sottotitolo è appunto Critica dell'economia politica.